# Шиманська Ганна Іванівна
Ганна Іванівна Шиманська (1915, село Стефкове Ліського повіту Австро-Угорщина, тепер Підкарпатського воєводства Республіка Польща — 16 жовтня 1973, село Михайлевичі Самбірського району Львівської області) — українська радянська діячка, ланкова колгоспу імені Жданова села Михайлевичі Рудківського (Самбірського) району Дрогобицької (Львівської) області. Депутат Верховної Ради УРСР 4-го скликання. Герой Соціалістичної Праці (27.07.1954).

## Біографія
Народилася в селянській родині. З молодих років наймитувала, працювала в сільському господарстві.
У 1946 році переселена із території Польщі до села Михайлевичі Рудківського району Дрогобицької області, працювала в колгоспі. З 1949 року — ланкова колгоспу імені Жданова села Михайлевичі Рудківського (тепер — Самбірського) району Дрогобицької (тепер — Львівської) області.
27 липня 1954 року отримала звання Героя Соціалістичної Праці з врученням ордена Леніна і золотої медалі «Серп і молот» за одержання високих врожаїв цукрових буряків у 1953 році. Одержала врожай цукрових буряків 600,8 центнерів з гектара на площі 5 гектарів.
Безпартійна. 27 лютого 1955 року була обрана депутатом Верховної Ради УРСР 4-го скликання від Рудківського виборчого округу № 93 Дрогобицької області.
Потім — на пенсії в селі Михайлевичі Самбірського району Львівської області.

## Нагороди
- Герой Соціалістичної Праці (27.07.1954)
- орден Леніна (27.07.1954)
- медалі